# Charles Moulin
Charles Moulin est un acteur français, né le 11 décembre 1909 à Montélimar (Drôme) et mort le 23 janvier 1992 dans la même ville.

## Biographie
Charles Marius Auguste Moulin de son vrai nom, a été maître-nageur à la piscine municipale de Limoges avant 1938. En 1938-1939, il fut moniteur sportif au SCUF (Sporting Club Universitaire de France).
Pour le grand public , il est surtout connu pour avoir incarné le détestable Laborie, maître des métayers, dans la série télévisée de l'ORTF Jacquou le Croquant, réalisée par Stellio Lorenzi en 1969.
À la recherche de contrats, il sollicitait souvent Marcel Pagnol. Celui-ci lui répondit en 1940.
Il meurt le 23 janvier 1992 à Montélimar, à l'âge de 82 ans. Sa mort survient exactement trois semaines après celle de Ginette Leclerc, dont il jouait l'amant, le berger Dominique, dans le film La femme du boulanger, de Marcel Pagnol, sorti en 1938. Il repose au cimetière Saint-Lazare dans la même ville.

## Filmographie partielle

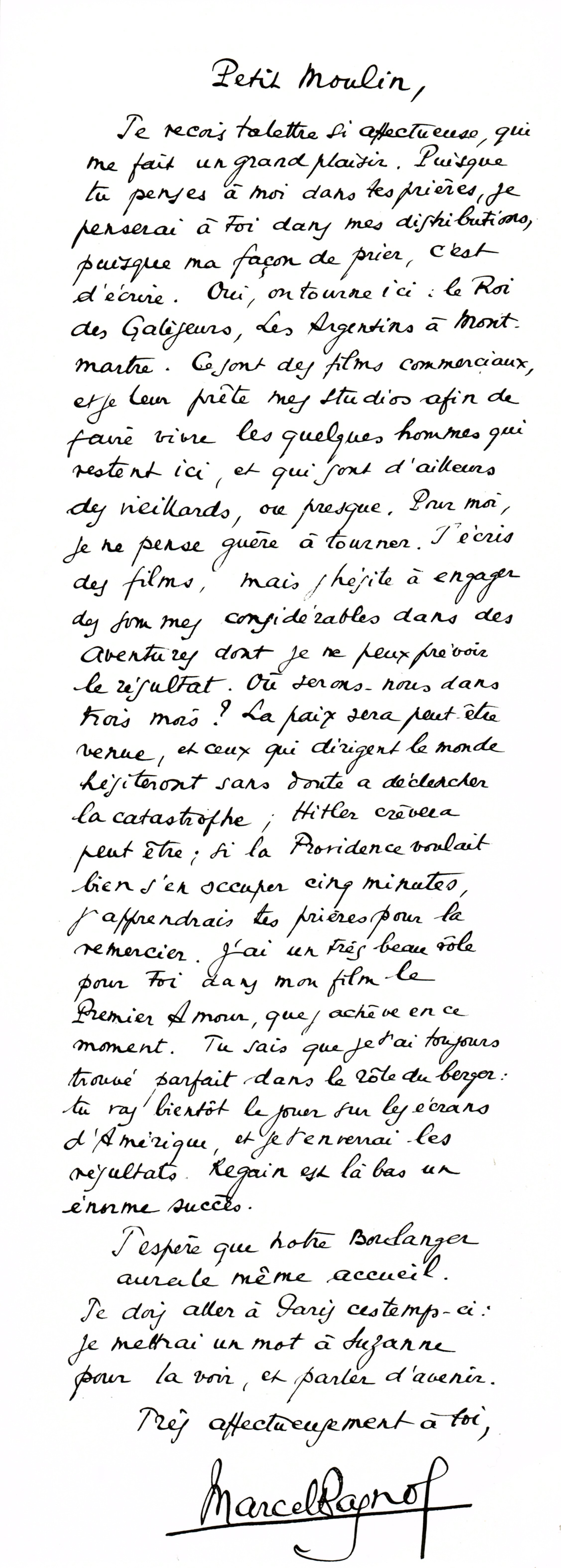
Lettre de Marcel Pagnol à Charles Moulin.

### Cinéma
- 1936 : L'Ange du foyer de Léon Mathot
- 1937 : Aloha, le chant des îles de Léon Mathot : Manika
- 1938 : Fort Dolorès de René Le Hénaff
- 1938 : La Femme du boulanger de Marcel Pagnol : Dominique, le berger
- 1939 : Le Corsaire de Marc Allégret (film resté inachevé)
- 1941 : Le soleil a toujours raison de Pierre Billon
- 1941 : Chefs de demain, court métrage de René Clément
- 1942 : L'Arlésienne de Marc Allégret : Mitifio, le gardian
- 1943 : Coup de tête de René Le Hénaff : le borgne
- 1946 : Vive la liberté de Jeff Musso
- 1947 : Le Bataillon du ciel, film en deux époques (Ce ne sont pas des anges et Terre de France) d'Alexandre Esway : « Le Gorille »
- 1950 : Coupable ? d'Yvan Noé : Joseph
- 1951 : L'Agonie des aigles de Jean Alden-Delos : Goglu
- 1955 : Napoléon de Sacha Guitry : le général Mortier
- 1955 : Les Chiffonniers d'Emmaüs de Robert Darène : Kangourou
- 1956 : Goubbiah, mon amour de Robert Darène : Jao, le père de Trinida
- 1957 : Que les hommes sont bêtes de Roger Richebé : Justin le Lillois
- 1957 : La Bigorne, caporal de France de Robert Darène
- 1960 : Il suffit d'aimer de Robert Darène : le brigadier
- 1960 : Le Caïd de Bernard Borderie : « Le Turc »
- 1960 : La Pendule à Salomon de Vicky Ivernel : Morat
- 1961 : Un nommé La Rocca de Jean Becker : Cipriano
- 1963 : La parole est au témoin de Jean Faurez
- 1963 : Kriss Romani de Jean Schmidt : le père de Marco
- 1964 : Et vint le jour de la vengeance (Behold a Pale Horse) de Fred Zinnemann
- 1964 : Fifi la plume de Albert Lamorisse
- 1965 : De l'assassinat considéré comme un des beaux-arts de Maurice Boutel
- 1969 : L'Aveu de Costa-Gavras
- 1977 : Mort d'un pourri de Georges Lautner : Serrano
- 1982 : L'Été de nos quinze ans de Marcel Jullian : le guérisseur

### Télévision
- 1957 : Madame Maxence a disparu de Bernard Hecht (téléfilm)
- 1959 : Poison d'eau douce (Les Cinq Dernières Minutes) de Claude Loursais
- 1960 : Bastoche et Charles Auguste de Bernard Hecht
- 1961 : Les Cinq Dernières Minutes, épisode Cherchez la femme de Claude Loursais - Berton (série TV)
- 1963 : L'inspecteur Leclerc enquête  de Serge Friedman, épisode : knock-out
- 1964 : Rocambole, Les Étrangleurs de Jean-Pierre Decourt : Faro le Gitan
- 1964 : Les Cinq Dernières Minutes, épisode  Sans fleurs, ni couronnes de Claude Loursais (téléfilm)
- 1966 : Les Cinq Dernières Minutes, épisode La Rose de fer de Jean-Pierre Marchand
- 1967 : Le Tribunal de l'impossible - Épisode La Bête du Gévaudan d'Yves-André Hubert : Jean Chastel
- 1967 : Allô police - Épisode Le témoin de Jean Dewever et Pierre Goutas : Laurent
- 1969 : Jacquou le Croquant de Stellio Lorenzi : Laborie
- 1969 : Le Tribunal de l'impossible, série, épisode Le Sabbat du Mont d'Etenclin de Michel Subiela : Baude, le sorcier
- 1970 : Rendez-vous à Badenberg de Jean-Michel Meurice (série télévisée)
- 1978 : Les Cinq Dernières Minutes épisode Techniques douces de Claude Loursais : le vieux Delsol
- 1980 : Les Enquêtes du commissaire Maigret, épisode : Le Charretier de la Providence de Marcel Cravenne : Jean, le charretier
- 1981 : Sans famille de Jacques Ertaud : Magister

## Théâtre
- 1950 : La Grande Pauline et les Petits Chinois de René Aubert, mise en scène Pierre Valde, Théâtre de l'Étoile
- 1952 : Jésus la Caille, adapté du roman Jésus-la-Caille de Francis Carco, mise en scène Pierre Valde, Théâtre des Célestins, Théâtre Gramont, Théâtre Antoine
- 1957 : Le Repoussoir de Rafaël Alberti, mise en scène André Reybaz, Théâtre de l'Alliance française
- 1958 : L'Anniversaire de John Whiting, mise en scène Pierre Valde, Théâtre du Vieux-Colombier
- 1958 : Jésus la Caille de Francis Carco, mise en scène Pierre Valde, Théâtre des Arts Roubé Jansky, avec Lila Kedrova, Helena Bossis, Philippe Lemaire
- 1958 : Le Pain des jules d'Ange Bastiani, mise en scène Jean Le Poulain, Théâtre des Arts
- 1958 : La Tour d'ivoire de Robert Ardrey, mise en scène Jean Mercure, Théâtre des Bouffes-Parisiens
- 1962 : Illégitime Défense de Frédéric Valmain, mise en scène Jean Dejoux, Théâtre Charles de Rochefort
- 1962 : Le Pain des jules d'Ange Bastiani, mise en scène Jean Le Poulain, Théâtre des Arts